# Municipio de San Antonio de Cabezas
Municipio de San Antonio de Cabezas är en kommun i Kuba.   Den ligger i provinsen Provincia Mayabeque, i den västra delen av landet, 80 km öster om huvudstaden Havanna.